# 電子書

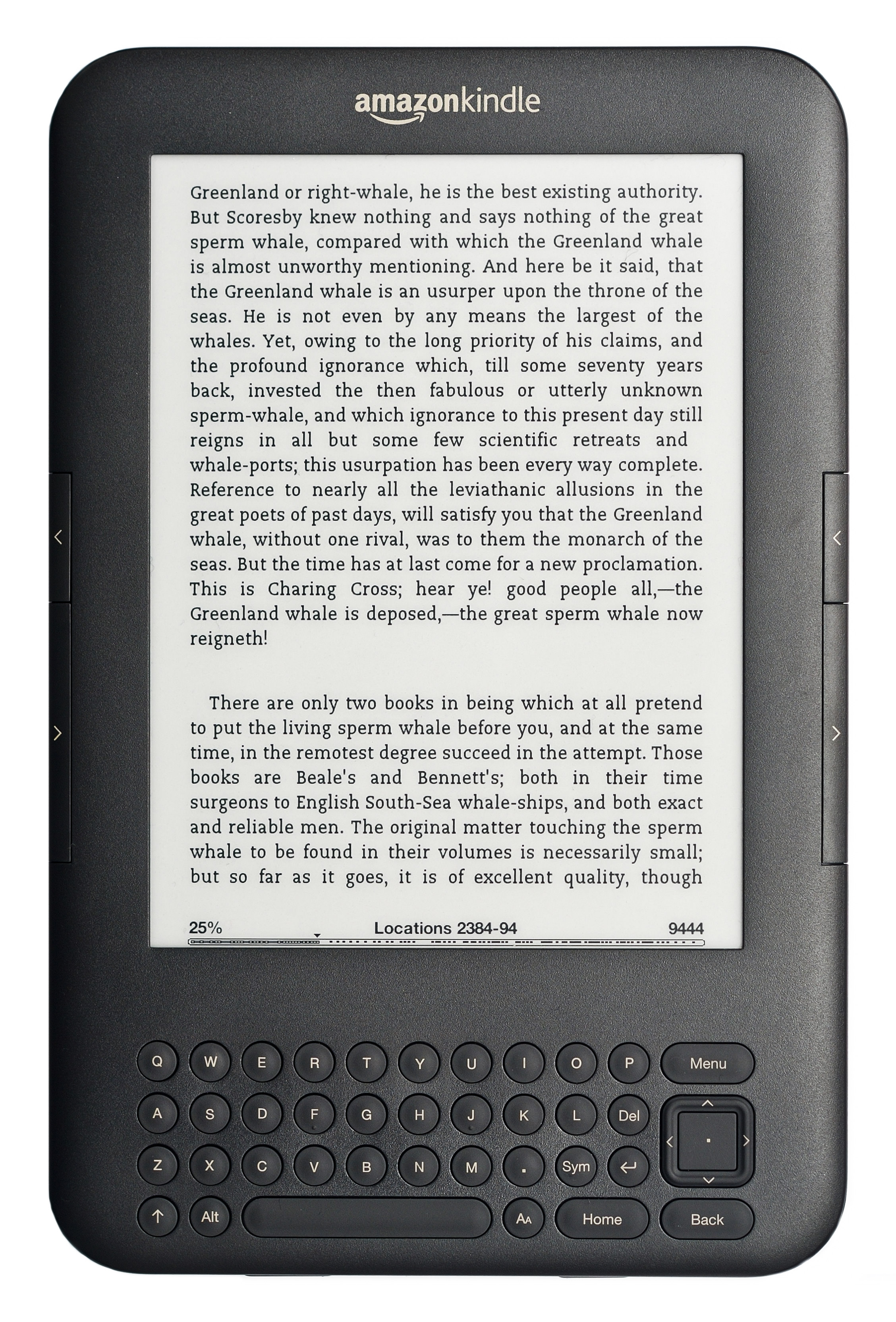

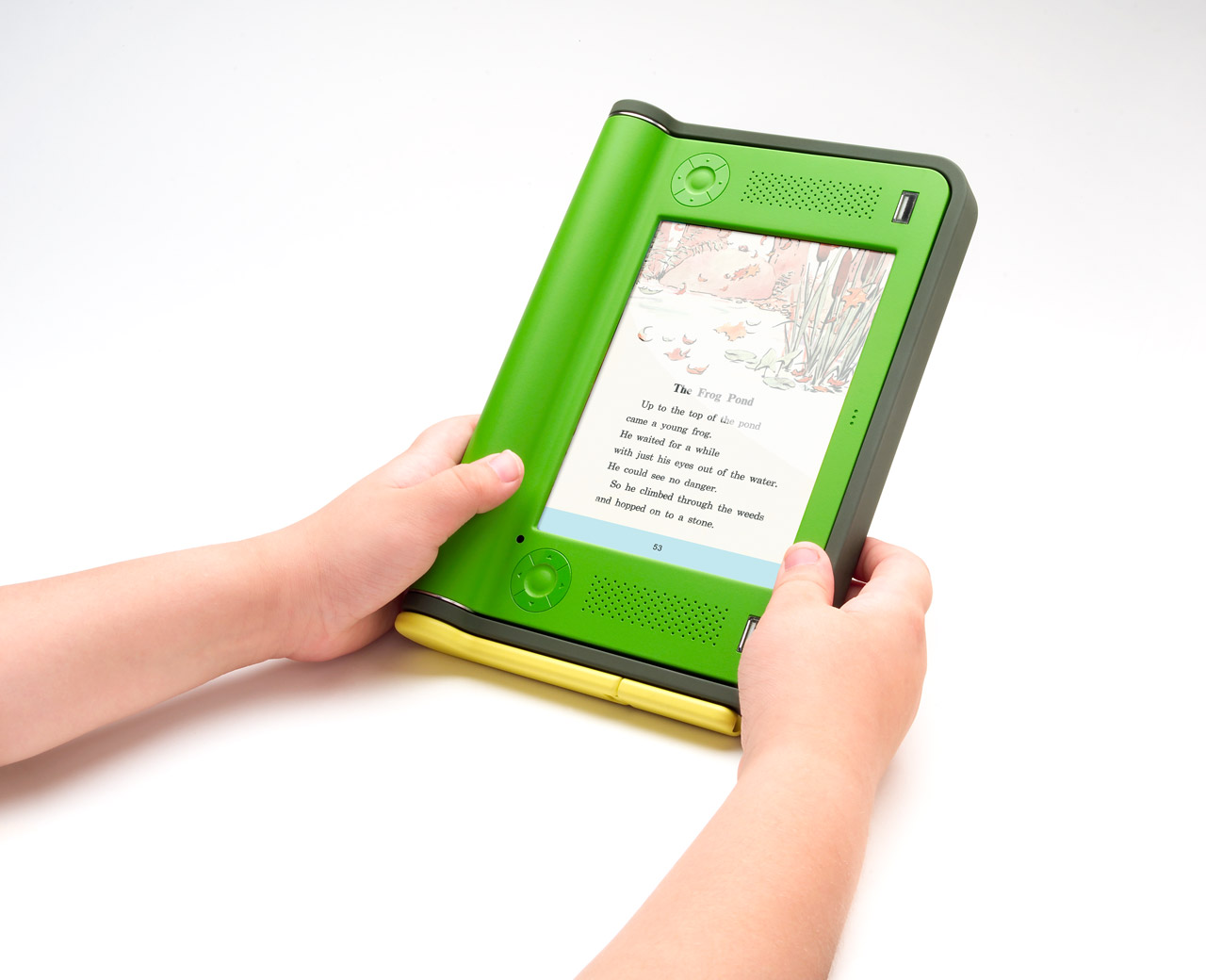
电子书

電子書（又称e-book）是已儲存成數位資料的書籍，某些情況下也指專門用來閲讀電子書的電子書閲讀器。電子書必須透過特殊的閱讀軟體或設備，以電子檔案的形式（主流格式以EPUB及PDF為主），透過網路連結下載至一般常見的平臺，例如個人電腦、筆記型電腦、平板電腦、PDA、手機，或是專門的電子書閱讀器。以電子形式儲存書籍，也就是書籍的數碼化，已經是大勢所趨，帶來便利的同時，也可以減少用紙，有環保方面的正面作用。

## 特徵

日本以實體卡片販售的電子書

- 無紙化：電子書不再依賴於紙張，以磁性儲存介質取而代之。得益於磁性介質儲存的高性能，一張700MiB的光碟可以代替傳統的三億字的紙製圖書。這大大減少了木材的消耗和空間。由於無紙，電子書沒有紙張的氣味，也沒有原產地的分別。
- 多媒體：電子書一般都不僅僅是純文字，而添加有許多多媒體元素，諸如聲音、影像或互動式的遊戲。在一定程度上豐富了知識的載體。
- 多螢幕使用：意指一本書可以在不同大小尺寸的螢幕上呈現來進行閱讀，對於商務人士而言可以通勤時用手機的螢幕閱讀，進入辦公室時還可利用休息時間用辦公室電腦螢幕閱讀，甚至閱讀進度、閱讀註記跟筆記也能同步在不同螢幕上出現。
- 社群閱讀：由於社群平台的高使用度，閱讀內容也可以經由分享到社群平台，來帶動或是經營實體與虛擬的社群討論，實體活動如讀書會形式，虛擬如線上討論書籍的平台。
- 豐富性：由於網際網路快速發展，致使傳統知識電子化加快，現在基本上除了比較專業的古代典籍，大部分傳統書籍都搬上了網際網路，這使電子書讀者有近乎無限的知識來源。
- 電子書以螢幕呈現，一部份的書會將「翻頁」設計為與讀者互動的一環，電子書無法像傳統書籍般翻頁，電子書也無法使用傳統書籤、藏書票。

## 阅读方式

### PC
電子書形式多樣，常見的有以處理文字的檔案格式之TXT格式、DOC格式、HTML格式、CHM格式，以及出版商常用的EPUB、PDF、CHM、Mobi格式等。這些格式大部分可以利用微軟或蘋果或Linux自帶的軟體打開閱讀。透過由使用者自己判斷檔案格式選擇適合的軟體開啟的格式為DRM-Free的電子書檔，適合熟悉電腦軟硬體操作的使用者。
支援電子書的軟體一般都支援“查找”、“書簽”、“筆記”等擴展功能，這使得使用者可以更專注於內容本身，而不必考慮其他附帶問題如忘記資料等。而且“查找”功能更是可以在極短時間內完成傳統讀圖書者需要十幾秒甚至更久來完成的資料查找。
隨著行動裝置的普遍，使用PC閱讀的形式多以上網、部落格寫作、使用特定功能的網路服務收信、社群，閱讀子書的動作逐漸轉移至手機、平板或專屬閱讀器等行動設備上。

### 電子書閱讀器
採用電子紙技術或稱電子墨水技術的電子閱讀器，耗電量低（電子紙換頁時才耗電），而且如同普通紙張採取被動反光顯示，適合較長時間的持續閱讀，電子閱讀器目前電子紙以黑白顯示為主，彩色電子紙還無法做黑白的電子紙那樣省電地步。

### 其他形式
可供閱讀電子書的平臺將越來越多樣化，除了現有的電腦、智慧型手機、平板電腦 、電子書閱讀器外，智慧手錶成為新趨勢。

## 格式
1. EPUB：EPUB（Electronic Publication的縮寫）是一種電子圖書標準，由國際數位出版論壇提出；其中包括3種檔案格式標準（檔案的副檔名為.epub），這個格式已取代了先前的Open eBook開放電子書標準。
2. PDF：由Adobe公司推廣。使用者可以利用Adobe專用編輯軟體寫書，或是使用其他免費編輯PDF軟件再自行轉入自己的電子書設備。
3. FictionBook：FictionBook 是建基於XML的電子書格式，起源並流行於俄羅斯。
4. Mobi ：Mobipocket SA是成立於2000年3月的一家法國公司，主要產品為電子書閱讀軟體Mobipocket Reader，Mobipocket.com於2005年被Amazon.com收購。
5. CHM：微軟HTML幫助集，因為CHM檔案如一本書一樣，可以提供內容目錄、索引和搜尋等功能，所以也常被用來製作電子書。

## 硬體
1. Kindle：Amazon Kindle是亞馬遜公司設計的一系列電子書閱讀器。用戶可以通過無線網路使用Kindle購買、下載和閱讀電子書、報紙、雜誌、部落格及其他電子媒體。
2. Nook：巴諾書店Nook是美國書籍銷售公司巴諾書店推出的電子書閱讀器品牌，目前推出的所有閱讀器均採用Android系統。
3. 樂天Kobo電子書 ：樂天Kobo電子書，是一家總部位於加拿大多倫多，隸屬日本樂天株式會社旗下的電子書品牌，目前是全球第二大電子書平台，提供電子書、電子書閱讀器等服務。
4. Sony Reader：Sony Reader是索尼發售的電子書閱讀器

## 電子書的製作工具
EPUB格式電子書免費製作工具
- Sigil：[2]跨平台的開源epub電子書編輯器，支援Windows、Linux和Mac系統。
- calibre ：一個自由開源的電子書軟體套裝，可以用來組織、存放以及管理電子書，支援大多數的電子書格式。同時也支援與許多流行的電子書閱讀器進行同步，並可能在數位版權管理的限制下轉換電子書的格式。
- Google文件：Google提供的網頁式辦公套件在線服務，在檔案->下載->EPUB Publication(.epub)之選項。
- LibreOffice：開放的辦公室套裝軟體，在6.0版中增加「匯出為EPUB」之選項。支援Windows 、 Mac 及 Linux。
- Pages：蘋果macOS和iOS系統的辦公工具，在iBooks Author停止支持後成為蘋果主要的epub電子書閱讀器製作公司工具。

PDF格式電子書免費製作工具
- calibre ：一個自由開源的電子書軟體套裝，可以用來組織、存放以及管理電子書，支援大多數的電子書格式。同時也支援與許多流行的電子書閱讀器進行同步，並可能在數位版權管理的限制下轉換電子書的格式。
- LibreOffice：用於處理、分割、合併、加密及解密PDF檔案的自由（MPLv2）GUI工具
- PDF-XChange Viewer：免費PDF閱讀器、標註器、編輯器（簡版）及轉換器（對非商業使用免費）。

CHM格式電子書免費製作工具
- calibre ：一個自由開源的電子書軟體套裝，可以用來組織、存放以及管理電子書，支援大多數的電子書格式。同時也支援與許多流行的電子書閱讀器進行同步，並可能在數位版權管理的限制下轉換電子書的格式。

### 付費電子書的製作工具
用于制作PDF格式電子書
- Adobe Acrobat：Adobe Acrobat是由Adobe公司所開發的電子文書處理軟體集，可用於閱讀、編輯、管理和共用PDF文件，包括專業版和標準版，需要購買。
- PDF-Xchange Pro：PDF-XChange 是一個運行在Microsoft Windows系統中的PDF檔案檢視軟體，軟體的完整版本須付費購買。

## 外部連結
- Project Gutenberg （页面存档备份，存于）
- About the Google Book Settlement (GBS) and online books (rights)
- E-Books Spark Battle Inside Publishing Industry（Washington Post, 27 Dec 2009） （页面存档备份，存于）
- 中的“電子書”
- Where to get e-books for FBReader （页面存档备份，存于）（英文）
- 為什麼黑白色和刷新慢的平板都會有人買？ （页面存档备份，存于）